# Dollartegn
Dollartegn ( $ ) er:
- Det 36. tegn i ASCII-tegnsættet og repræsenteres med hex-koden 0x24 i langt de fleste tegnsæt.
- Valutasymbol for dollar[1] – en valuta, der bruges i mange lande.
- Valutasymbol for peso – en valuta der anvendes i mange spansktalende lande.
- Brugt til at angive variabler i en række programmeringssprog – for eksempel PHP og Perl.

## Oprindelse
Dollartegnet, et S med to tværstreger, er i virkeligheden en forenkling af bogstaverne U.S. – United States, selve landets navn forenklet til et mønttegn.

## Dollartegnet som valutasymbol
Udover de lande, der benytter dollar eller peso som møntenhed, bruger følgende lande også dollartegnet som valutasymbol:
- Nicaragua: Córdoba
- Tonga: Pa'anga
- Bolivia: Boliviano

En undtagelse er den filippinske peso, der skrives som følger: .
Visse valutaer anvender cifrão {\displaystyle (\mathrm {S} \!\!\!\Vert )}, der minder om dollartegnet, men altid har to lodrette streger:
- Brasilien: Real
- Kap Verde: Cape Verde escudo
- Portugal: Escudo (før euroen)

## Udtryk
Et fast udtryk, der bliver brugt i det daglige danske sprog, er at have "dollartegn i øjnene". Som man i overført betydning mener, at der er en chance for at tjene mange penge. Som eksempel, "konfirmanderne går til alters med dollartegn i øjnene".